# Matara (district)
Matara (Singalees: Mātara; Tamil: Māttaṛai) is een district in de Zuidelijke Provincie van Sri Lanka. Matara heeft een oppervlakte van 1246 km². De hoofdstad is Matara.

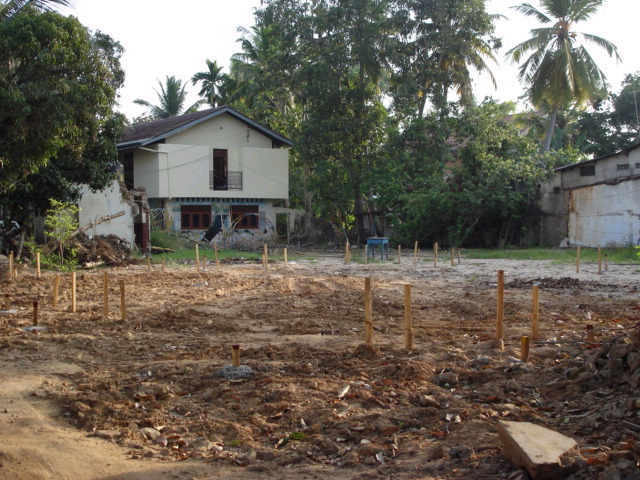
Huizenbouw in Matara na de tsunami van 2004

Centrale Provincie (Kandy · Matale · Nuwara Eliya) · Oostelijke Provincie (Ampara · Batticaloa · Trincomalee) · Noordelijke Centrale Provincie (Anuradhapura · Polonnaruwa) · Noordelijke Provincie (Jaffna · Kilinochchi · Mannar · Mullaitivu · Vavuniya) · Noordwestelijke Provincie (Kurunegala · Puttalam) · Sabaragamuwa (Kegalle · Ratnapura) · Uva (Badulla · Moneragala) · Westelijke Provincie (Colombo · Gampaha · Kalutara) · Zuidelijke Provincie (Galle · Hambantota · Matara)